# Kutas József
Kutas József (Budapest, 1933. március 5. –) magyar színész.

## Pályafutása
1956-ban végezte el a Színház-és Filmművészeti Főiskolát. Osztályfőnökei Pártos Géza és Gellért Endre voltak.
Vizsgaelőadások: Szentivánéji álom – Theseus  – Hyppolita – Sütő Irén
Főiskola után az egész országot beutazta, rengeteg szerepet kapott. 
Budapest: József Attila Színház, Győr, Békéscsaba, Veszprém, Pécs. 
Egyéb színházak: Irodalmi Színpad, Déryné Színház.

## Fontosabb színházi szerepei
- Rudyard Kipling meséjéből készült önálló est: A pillangó, aki toppantott. A darabban segítő társa volt  Táncsics Mária. Nézői vélemény: "Ilyen jó összeállítást, s ilyen természetes, gördülékeny és magával ragadó előadásmódot ritkán tapasztalhat az ember."

1956 József Attila Színház
- Gáli József: Szabadsághegy... Őrmester
- 1957: Az esernyős király.

1957-58 Győri Kisfaludy Színház
- Ida regénye, Maya
- Elveszem a feleségem,
- G.B.Shaw- Szent Johanna
- Csizmarek Mátyás: Mazsola... Kondor

1958. Békéscsabai Színház
- Rómeó és Júlia – Mercutio
- Vitézek és Hősök
- Volpone /nagyon jó kritikákkal/

1959-60. Pécsi Nemzeti Színház
- Jókai Mór: Fekete gyémántok... Berend Iván
- Kállai István: Kötéltánc... Benkő Zoltán
- Médeia... Nevelő
- William Shakespeare: Macbeth... Malcolm
- Friedrich Schiller: Stuart Mária... Davison
- Ilyen nagy szerelem

1961-63. Leszerződött a Veszprémi Petőfi Színház-hoz. Itteni szerepei
- Jókai Mór: Kőszívű ember fiai... Ödön
- Tizenegyedik parancsolat... Zoltán
- Viktor Rozov: Felnőnek a gyerekek... Arkagyij
- Arthur Miller: Pillantás a hídról... Alfiéri
- Tennessee Williams: A vágy villamosa... Orvos

1963-79-ig az Irodalmi Színpadon és az Egyetemi Színpadon játszott.
- Kosztolányi Dezső: A lovag meg a kegyese... Hírnök
- Juhász Gyula: Don Quixote halála... Hamlet
- Karinthy Frigyes: Martinovics... Sansculott
- 1977-ben sikerrel megy az Önálló est-je melyen Táncsics Mária a partnere.

Közben a Déryné Színházban is játszik sok-sok főszereppel, például:
- Anton Pavlovics Csehov: Hattyúdal... Öreg színész
- George Bernard Shaw: A szerelem ára... William de Burgh Cokane
- Majoros István: Vakvágány... Csikós Mihály, pályaőr
- Illyés Gyula: Fáklyaláng... Józsa Mihály
- Hollós Korvin Lajos: Pázmán lovag... Öreg jobbágy
- Tóth Miklós: Kutyaszorító... Tubai
- Békés József: A hetedik kocsi... Brányik, próbamester

## Filmek, amelyekben játszott
- Egy pikoló világos (1955)
- Bors (TV sorozat) (1969)
- A dunai hajós (1975)
- Bach Arnstadtban (1975)
- Októberi vasárnap (rendező: Kovács András) (1979)
- Rab ember fiai (1979)
- Sipsirica (TV játék-sorozat) (1979)
- A fantasztikus nagynéni (1985)

## Díjai, elismerései
2016. szeptember 4-én vette át a gyémánt diplomáját Kutas József a Színház- és Filmművészeti Egyetem Tanévnyitó és díszdiploma átadóünnepségén.